# Dick Hebdige
Dick Hebdige (Reino Unido, 1951) es un investigador social especializado en cultura popular, medios, arte contemporáneo, música y diseño. Su primer libro, titulado Subculture: the Meaning of Style, publicado en 1979, es uno de los textos que ayudó a consolidar la fama de los Estudios Culturales y del Centro de Estudios Culturales Contemporáneos (CCCS) de la Universidad de Birmingham, Inglaterra, institución de la que egresó, y por el que es considerado una referencia obligada sobre el tema de las subculturas juveniles.

## Estudios y trayectoria profesional
Formado originalmente como sociólogo, Hebdige estudió una maestría en el Centro de Estudios Culturales Contemporáneos (CCCS) de la Universidad de Birmingham, para iniciar ahí mismo su trabajo académico. De 1984 a 1992 fue docente en el Departamento de Comunicación y Medios del Goldsmiths College de la Universidad de Londres.
Ha sido decano de la School of Critical Studies y director del Writing Program en el Institute of the Arts de California. Profesor de la Universidad de California en Santa Bárbara, donde dirige el Interdisciplinary Humanities Center. Profesor visitante de diversas universidades europeas, norteamericanas y australianas. Sus enfoques interdisciplinarios abarcan los campos de la comunicación, la cultura, la antropología, el diseño, etc. Asimismo, entre la actividad de Hebdige se cuentan numerosas iniciativas en el campo de las artes visuales y el multimedia.
La producción académica de Hebdige es profusa, aunque solo tres de ellas sean en formato de libro. El resto de sus escritos corresponden a colaboraciones en libros y revistas científicas, políticas y de divulgación entre las que destacan Art and Text, Block, Blueprint, Cultural Studies o Borderlines. En el terreno del activismo, apoyó a la izquierda británica desde revistas como Marxism Today, publicación teórica del Partido Comunista Británico, o New Statesman and Society.

### Subculture. The Meaning of Style
En 1979 Dick Hebdige publicó su trabajo de mayor alcance y difusión —Subculture: The Meaning of Style— donde analiza la cultura en el ámbito de los jóvenes de clase obrera de los años setenta en Inglaterra, con referencia también a las poblaciones inmigrantes de las excolonias británicas, esto es, a distintas subculturas coexistentes en una misma nación. Su trabajo académico está referido al estudio de la cultura popular y de lo que define como subculturas, entre las que encontramos a grupos como los mods, los teds o Teddy Boys/Girls, skinheads, punks, hippies, etcétera. Ocupando técnicas estructuralistas y de la semiótica, Hebdige analiza las relaciones entre la cultura hegemónica, empleada en un sentido gramsciano, y las subculturas, que aparecen vinculadas al discurso dominante en relaciones de dependencia, pero desarrollan tensiones dialécticas que no siempre suponen una integración o asimilación. La oposición que estos grupos juveniles presentan ante el statu quo a través de su estilo, dice Hebdige, al final acaba por ser re-apropiado, usado y transformado en objetos de consumo masivo por parte del mismo sistema. Su objetivo con el análisis que hace de las subculturas en este libro es, sobre todo, visibilizar a los miembros de estas clases subordinadas (jóvenes, negros y clase obrera británica), con la intención de que estos se reconozcan y busquen salir de una situación de opresión que nunca pidieron.

## Obra
- Subculture: The Meaning of Style (1979)
- Cut 'n Mix: Culture, Identity and Caribbean Music (1987)
- Hiding In the Light, On Images and Things (1988)[11]